# Saturday Morning
Saturday Morning är en låt och singelskiva av Eels. Singeln släpptes i fyra versioner, alla i promoversioner, med olika omslag, i Europa och i USA år 2003. Låten är från albumet Shootenanny!.

## Låtlista

### USA-utgåva 1
1. Saturday Morning
2. Her
3. Waltz of the Naked Clowns
4. Sad Foot Sign

### USA-utgåva 2 och Europa
1. Saturday Morning